# Agrarheute
Agrarheute – Landwirtschaft auf den Punkt gebracht ist ein monatlich erscheinendes Agrar-Fachmagazin.
Zur Zielgruppe gehören in erster Linie Landwirte im deutschsprachigen Raum sowie Zugehörige aus den vor- und nachgelagerten Bereichen der Landwirtschaft.
Entstanden ist die Marke 2017 aus einem Zusammenschluss des Nachrichtenportals agrarheute.com und den überregionalen Fachmagazinen dlz, Agrarmanager und joule.

## Fachzeitschrift
Das agrarheute Magazin, welches monatlich erscheint, beschäftigt sich mit den Themen Politik und Gesellschaft, Management und Markt, Land und Leben und Pflanze und Technik. Zudem gibt es die Supplements Rind, Schwein und Bioenergie die zusätzlich erworben werden können. Diese beschäftigen sich dann speziell mit ihren jeweiligen Themen. Die verkaufte Auflage des agrarheute Magazins lag laut IVW Februar 2025 im 4. Quartal 2024 bei 38.530 Exemplaren, die verbreitete Auflage bei 49.018 Stück.
Das Magazin gibt es sowohl in gedruckter Form als auch seit Juli 2020 als digitale Ausgabe.

## Onlineauftritt
Aktuelle Geschehnisse und Brancheninfos findet man auf agrarheute.com. Im Dezember 2024 hatte agrarheute.com laut IVW 17,86 Mio. Seitenabrufe und 10,25 Mio. Visits. Damit ist es eines der reichweitenstärksten Agrar-Nachrichtenportale und konnte im Juli 2020 den 6. Platz der Online-Fachmedien in Deutschland belegen.
Zudem ist agrarheute in Social-Media-Kanälen wie Facebook, Twitter und Instagram vertreten. In der Facebook-Gruppe agrarfrauen können sich Frauen mit landwirtschaftlichem Hintergrund austauschen. Zudem können sich Schweinehalter in der agrarheute Gruppe für Schweinehalter austauschen.

## Veranstaltungen
Mit dem CERES AWARD werden besondere Landwirte ausgezeichnet. Beim CERES AWARD wird jährlich seit 2014 der Landwirt des Jahres im Rahmen einer Gala in Berlin gekürt. Der CERES AWARD soll die Branche der Landwirtschaft als öffentlichkeitswirksame Plattform unterstützen.